# Bavorská hymna
Hymna Bavorska, jedné ze spolkových zemí Německa,  (incipit: Bůh s tebou, země Bavorů) je jedním z oficiálních symbolů země. Melodii složil Konrad Max Kunz v roce 1860. Původní text Michala Öchsnera pochází z let 1860–1861.

## Text bavorské hymny
1. Gott mit dir, du Land der Bayern,

deutsche Erde, Vaterland!

Über deinen weiten Gauen

ruhe seine Segenshand!

|: Er behüte deine Fluren,

schirme deiner Städte Bau 

Und erhalte dir die Farben

seines Himmels, weiß und blau! :|

2. Gott mit dir, dem Bayernvolke,

dass wir, uns'rer Väter wert,

fest in Eintracht und in Frieden

bauen uns'res Glückes Herd!

|: Dass mit Deutschlands Bruderstämmen

einig uns ein jeder schau

und den alten Ruhm bewähre

unser Banner, weiß und blau! :|

## Varianty

### Verze od Josefa Luce z roku 1948
1. Gott mit dir, du Land der Bayern,

Heimaterde, Vaterland!

Über deinen weiten Gauen

Walte seine Segenshand!

|: Er behüte deine Fluren,

schirme deiner Städte Bau

Und erhalte dir die Farben

deines Himmels, weiß und blau! :|

2. Gott mit uns, dem Bayernvolke,

Wenn wir, unsrer Väter wert,

Stets in Eintracht und in Frieden

Bauen unsres Glückes Herd;

|: Dass vom Alpenland zum Maine

Jeder Stamm sich fest vertrau

Und die Herzen freudig eine

Unser Banner, weiß und blau! :|

3. Gott mit uns und Gott mit allen,

Die der Menschen heilig Recht

Treu beschützen und bewahren

Von Geschlechte zu Geschlecht.

|: Frohe Arbeit, frohes Feiern,

Reiche Ernten jedem Gau!

Gott mit dir, du Land der Bayern

Unterm Himmel, weiß und blau! :|

### První verze z roku 1860–1861 od Michala Öchsnera
Für Bayern

Gott mit dir, du Land der Bayern,

Deutsche Erde, Vaterland!

Über deinen weiten Gauen

Ruhe Seine Segenshand!

Er behüte deine Fluren,

Schirme deiner Städte Bau

Und erhalte dir die Farben

Seines Himmels Weiß und Blau.

Gott mit uns, dem Bayernvolke,

Dass wir, unsrer Väter wert,

fest in Eintracht und in Frieden

bauen unseres Glückes Herd;

Dass mit Deutschlands Bruderstämmen

Einig uns der Gegner schau,

Und den alten Ruhm bewähre

Unser Banner Weiß und Blau!

Gott mit ihm, dem Bayern-König,

Segen über sein Geschlecht!

Denn mit seinem Volk im Frieden

Wahrt er dessen heilig Recht!

Gott mit Ihm, dem Landesvater,

Gott mit uns in jedem Gau,

Gott mit dir, du Land der Bayern,

Deutsche Heimat Weiß und Blau.